# Dubawnt Lake
Dubawnt Lake är en sjö i Kanada. Den ligger i territorierna Nunavut och Northwest Territories, i den centrala delen av landet. Dubawnt Lake ligger 236 meter över havet och arean är 3 833 kvadratkilometer. Trakten ingår i den boreala klimatzonen.